# الرحماني المباركفوري
الرحماني المباركفوري (1327- 1414 هـ/ 1909- 1994 م) عالم ومحدث هندي.

## سيرته
هو أبو الحسن، عُبَيد الله بن عبد السلام الرحماني المباركفوري. ولد بمدينة مباركفور، ودرس بالمدرسة الرحمانية بدلهي. عمل المباركفوري على إنشاء الجامعة السلفية في بنارس وجامعة المعارف الإسلامية.

## آثاره
كتب بالعربية والأردية ، ومن مؤلفاته:
- «مرعاة المفاتيح شرح مشكاة المصابيح»
- «تاريخ المنوال»
- «حكم التأمين في الإسلام»
- «فضائل الصيام»[1]